# Strojnik (priimek)
Strojnik je priimek več znanih Slovencev:
- Aleš Strojnik (1921—1995), elektrotehnik, strokovnjak za elektroniko in aerodinamiko, izumitelj
- Cirila Strojnik (1925—2024), žena Aleša, mati več otrok, delno navedenih spodaj
- Marija Strojnik Scholl (*1950), astrofizičarka v ZDA in Mehiki, predsednica Sigma Xi (ΣΞ)
- Primož Strojnik (*1948), elektrotehnik (ZDA)
- Romeo Strojnik (prvotno Fakin) (1887—1959), strokovnjak za strojništvo in pisec učbenikov
- Štefa Strojnik (r. Bunc) (1891—1952), učiteljica in pisateljica (žena Romea, mati Aleša)
- Štefan Strojnik, gradbenik (IMK)
- Tadej Strojnik, zdavnik nevrokirurg, prof. MF UM
- Vojko Strojnik (*1960), kineziolog, biomehanik (prof. FŠ)